# World Grand Champions Cup féminine 1993
Navigation
1997
La 1re édition de la World Grand Champions Cup de volley-ball féminin s'est déroulée au Japon du 16 au 21 novembre 1993.

## Équipes engagées
Champions continentaux :
- Russie
- Cuba
- Pérou
- Chine.

Wild Card :
- États-Unis.

Nation Organisatrice :
- Japon.

## Programme
16 - 21 novembre 1993
- Tokyo

## Classement final
| No | Équipe     | Points | Matches | Matches | Sets | Sets   | Sets  | Points | Points | Points |
| No | Équipe     | Points | gagnés  | perdus  | pour | contre | Ratio | pour   | contre | Ratio  |
| -- | ---------- | ------ | ------- | ------- | ---- | ------ | ----- | ------ | ------ | ------ |
| 1. | Cuba       | 10     | 5       | 0       | 15   | 4      | 3.750 | 280    | 175    | 1,600  |
| 2. | Chine      | 8      | 4       | 1       | 12   | 7      | 1.714 | 246    | 212    | 1,160  |
| 3. | Russie     | 6      | 3       | 2       | 12   | 11     | 1.091 | 290    | 290    | 1,000  |
| 4. | États-Unis | 4      | 2       | 3       | 10   | 12     | 0.833 | 246    | 290    | 0,848  |
| 5. | Japon      | 2      | 1       | 4       | 7    | 12     | 0.583 | 244    | 266    | 0,917  |
| 6. | Pérou      | 0      | 0       | 5       | 6    | 15     | 0.400 | 217    | 290    | 0,748  |

## Podium final
| Classement         | Pays       |
| ------------------ | ---------- |
| Médaille d'or      | Cuba       |
| Médaille d'argent  | Chine      |
| Médaille de bronze | Russie     |
| 4e                 | États-Unis |
| 5e                 | Japon      |
| 6e                 | Pérou      |